# Metol
Metolul este un compus organic cu formula [HOC6H4NH2(CH3)]HSO4. Este sarea (hidrogenosulfatul) derivatului protonat al N-metilaminofenolului. Este o sare incoloră utilizată ca developant al fotografiilor alb-negre.

## Obținere
Există câteva metode de obținere a N-metilaminofenolului. Un exemplu este decarboxilarea N-4-hidroxifenilglicinei. Un alt exemplu este reacția hidrochinonei cu metilamina.